# Saint-Mars-du-Désert (Loara Atlantycka)
Saint-Mars-du-Désert – miejscowość i gmina we Francji, w regionie Kraj Loary, w departamencie Loara Atlantycka.
Według danych na rok 2010 gminę zamieszkiwało 4027 osób, a gęstość zaludnienia wynosiła 132 osoby/km².